# 田辺市立田辺東部小学校
田辺市立田辺東部小学校（たなべしりつ たなべとうぶしょうがっこう）は和歌山県田辺市にある公立小学校。

## 概要
1979年（昭和54年）開校。現在、職員23名、児童数330人。校長は、宇津 満。2001年（平成13年）学童水泳優秀小学校全国表彰受賞。朝のチャレンジマラソンなどの児童の体力作りに力をいれている。校訓は「元気で思いやりのある子」児童会を中心に地域などで児童の登下校の時間帯にあいさつ運動を実施している。田辺東部小学校の敷地内に「ひかりの森」と呼ばれる森がある。「たんぽぽ学級」、「通級学級」という特別学級があり、様々な自然に関するコンクールに入賞している。2015年度は「人権の花コンクール」に入賞した。
愛鳥モデル校に指定されている。
2007年9月18日から給食を実施している。給食は、城山台給食センターにて作られる。

## 通学区域
進学先中学校も述べる
- 田辺市立高雄中学校 - 新万、朝日ヶ丘、宝来町（一部）
- 田辺市立東陽中学校 - 南新万、あけぼの
- 田辺市立新庄中学校 - 新庄町（一部）